# Schlankschnabelhäher
Der Schlankschnabelhäher (Gymnorhinus cyanocephalus) oder Nacktschnabelhäher ist ein Vogel aus der Familie der Rabenvögel (Corvidae). Er ist der einzige Vertreter der Gattung Gymnorhinus.

## Verbreitung

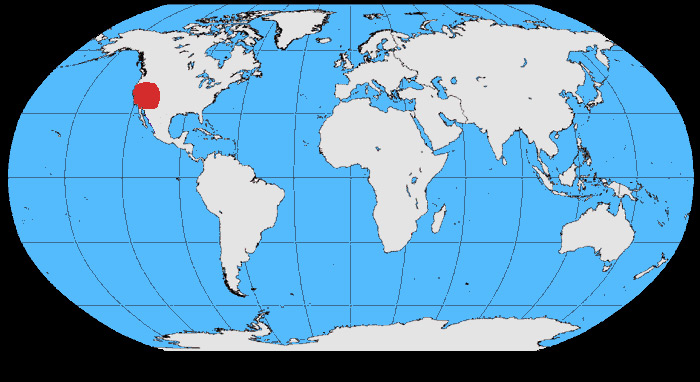
Verbreitung des Schlankschnabelhähers

Das Verbreitungsgebiet befindet sich in den Gebirgswäldern im Westen von Nordamerika. Von Oregon und Montana bis in den Norden von Baja California und Arizona und nach Osten hin bis in den Westen von Oklahoma. Sie sind häufig in großen Gruppen, vor allem während der Brutzeit, in der Nähe von Kiefern anzutreffen.

## Merkmale
Der gesellige Schlankschnabelhäher hat ein blaugraues Gefieder, einen kurzen Schwanz, einen spitzen, schwarzen Schnabel und schwarze Beine und Füße. An der Kehle ist das Gefieder weiß. Die Geschlechter gleichen sich in der Gefiederfarbe. Bei dem Männchen ist der Schnabel etwas länger als bei dem Weibchen und es hat eine dunklere Gefiederfarbe auf dem Kopf. Die Flügel sind im Verhältnis zum Körper relativ lang.

## Ernährung
Er ernährt sich vorwiegend von Samen der Einblättrigen (Pinus monophylla) und Coloradokiefer (Pinus edulis), des Weiteren von Insekten, Nüssen, Früchten und Beeren. Mit seinem scharfen Schnabel öffnet er die Zapfen der Kiefern und pickt die Samen auf. Für Notzeiten, vor allem im Winter, werden viele Samen im Boden versteckt.

## Fortpflanzung
Das schalenförmige Nest, mit zwei bis fünf Eiern, wird überwiegend bei Kiefern oder Eichen erbaut. Die Eier werden in einem Zeitraum von 16 bis 18 Tagen ausgebrütet. Flügge werden die Jungen nach drei Wochen.